# منتخب جورجيا لسباعيات الرغبي
منتخب جورجيا لسباعيات الرغبي هو ممثل جورجيا الرسمي في المنافسات الدولية في سباعيات الرغبي .

## وصلات خارجية
- الموقع الرسمي